# Аль-Салігія
Аль-Салігія (араб. الصالحية) — сирійське село. Адміністративно належить до нохії Аль-Джалаа мінтаки Абу-Кемаль мухафази Дайр-ез-Заур

## Географія
Аль-Салігія розташоване на південь від міста Дайр-ез-Заур у східній Сирії, на західному березі Євфрату. Поруч розташовані Аль-Асгара, Аль-Меядін та Аль-Мугазан на півночі, а також Гаджін та Аль-Джалаа на півдні. Поруч із селищем знаходяться руїни античного міста Дура-Европос.

## Демографія
За даними Центрального бюро статистики Сирії під час перепису 2004 року населення Аль-Салігія становило 4471 осіб.

## Громадянська війна в Сирії
Село знаходилось під контролем Ісламської Держави (ІДІЛ) з початку 2014 по грудень 2017 року.
3 грудня 2017 року «Сили Тигру» Збройних сил Сирії, оточили селище. 7 грудня 2017 року Аль-Салігія перейшла під контроль урядових військ, після чого тут діяв Об'єднаний оперативний штаб, по координації дій між російськими військовими та представники Східних племен Євфрату.
13 грудня 2017 року, у ході контрнаступу, сили ІДІЛ захопили Аль-Салігія. Через три дні урядові війська відновили контроль над селищем.
7 лютого 2018 року в районі селища американські ВПС завдали масованого удару, у результаті якого загинули російські найманці з ПВК Ваґнера.